# The Tenement House

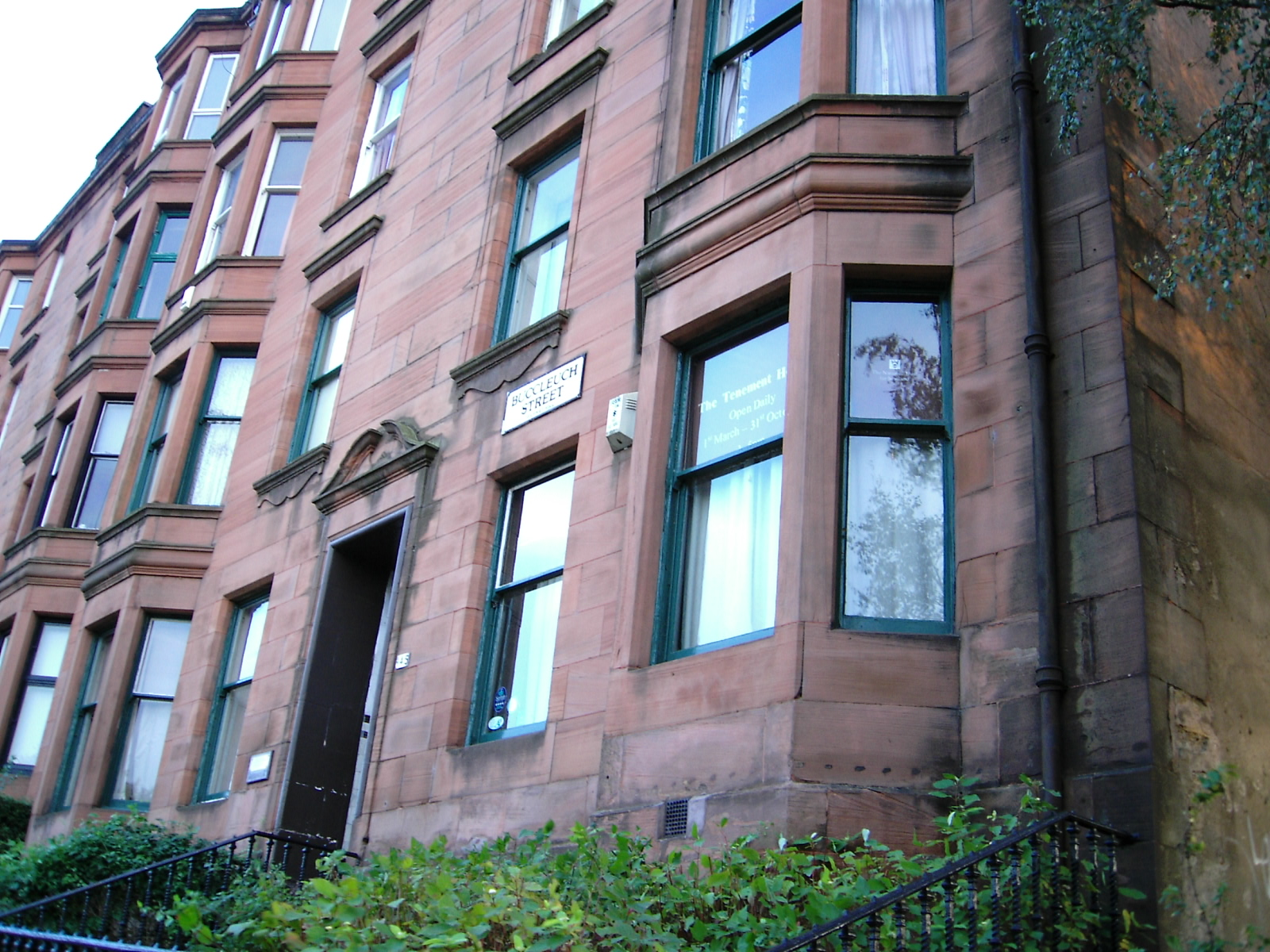
The Tenement House in Glasgow

The Tenement House (deutsch „Das Mietshaus“) ist ein Museum in Glasgow, das vom National Trust for Scotland (NTS) betrieben wird.

## Beschreibung
The Tenement House ist ein vom National Trust for Scotland betriebenes Museum., 2019 wurde Tenement House von rund 23.000 Personen besucht. 2024 betrug die Besucherzahl etwa 27.000 Personen. Es befindet sich in Glasgow, Buccleuch Street 145 im Stadtteil Garnethill. Das viergeschossige Gebäude wurde 1892 gebaut und 2015 vom Historic Environment Scotland in der schottischen Denkmalliste in die zweithöchste Kategorie B aufgenommen. Ein Teil des Museums ist die Wohnung von Agnes Toward im ersten Stock, die aus vier Räumen und einem kleinen Eingangsbereich besteht. An der Frontseite liegen das Wohnzimmer und das Schlafzimmer, Küche und Bad rückseitig. Die Einrichtung und die Sanitäranlagen sind weitestgehend im Originalzustand.

## Geschichte
Die Wohnung gehörte von 1911 bis 1975 Agnes Toward, die sie zuerst mit ihrer verwitweten Mutter, die auch Agnes hieß, später dann alleine bewohnte. Agnes Toward arbeitete als Stenotypistin, ihre Mutter war eine eigenständige Frau, die als Schneiderin arbeitete und Läden in der Allison Street und Sauchiehall Street besaß. Dies scheint Agnes Toward inspiriert zu haben, auch ein eigenständiges Leben zu führen. Die Mutter starb 1939, und seitdem lebte Agnes Toward alleine in der Wohnung. 1965 musste sie, an Demenz erkrankt, in eine Pflegeeinrichtung umziehen, in der sie 1975 starb.
Die Wohnung blieb in den zehn Jahren ihres Krankenhausaufenthalts unvermietet. Toward hatte keine direkten Nachkommen, und ihr Erbe wurde von einem Anwalt und ihrer Nichte Anna verwaltet. Sie ließen die Wohnung unverändert, und Anna nahm Kontakt zu mehreren Museen auf, ob sie Interesse hätten, dieses Fenster in die Vergangenheit zu übernehmen, bis sie die Wohnung 1982 an den NTS verkaufte.

Einrichtung des Tenement House
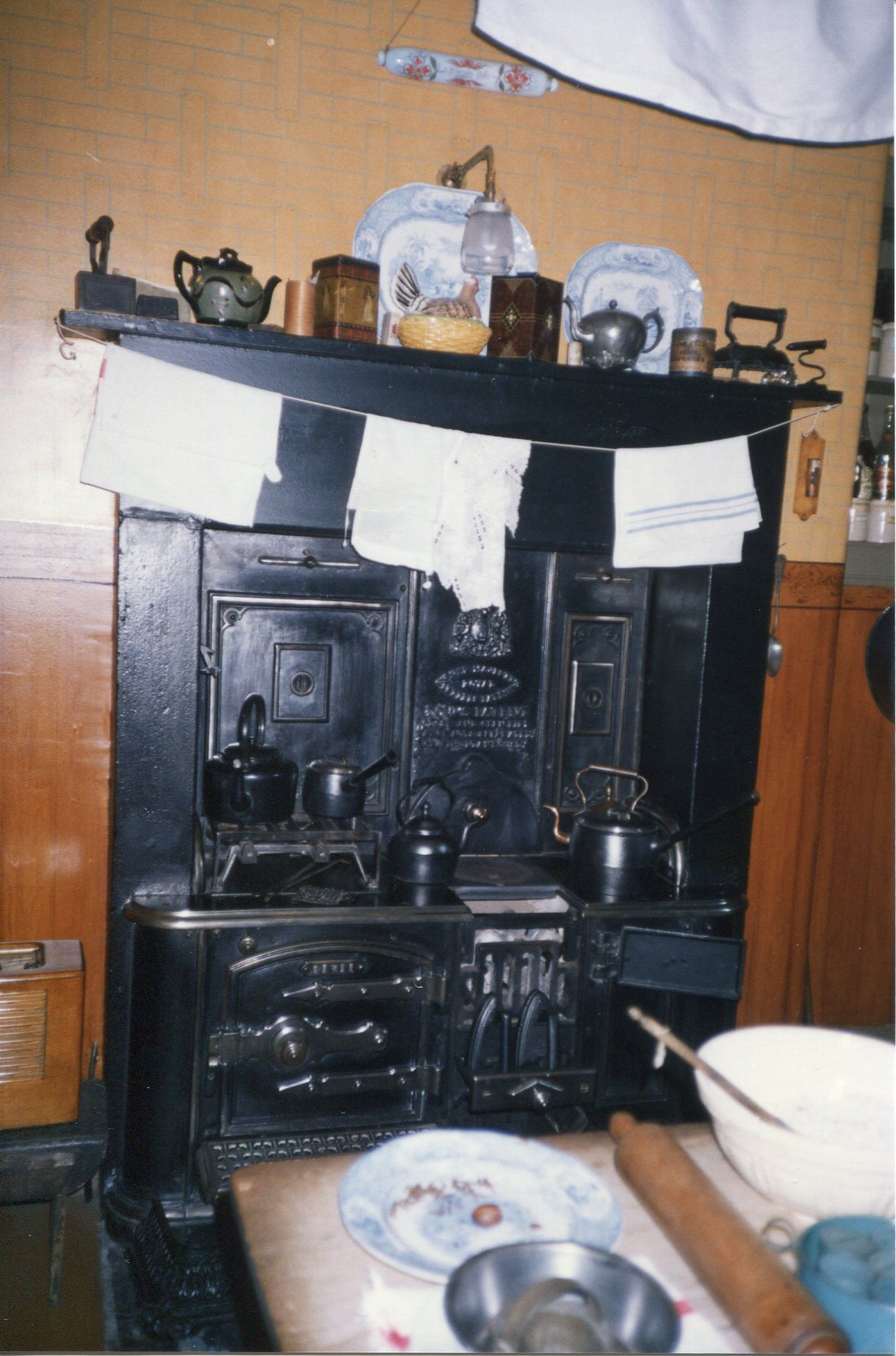
Küchenherd
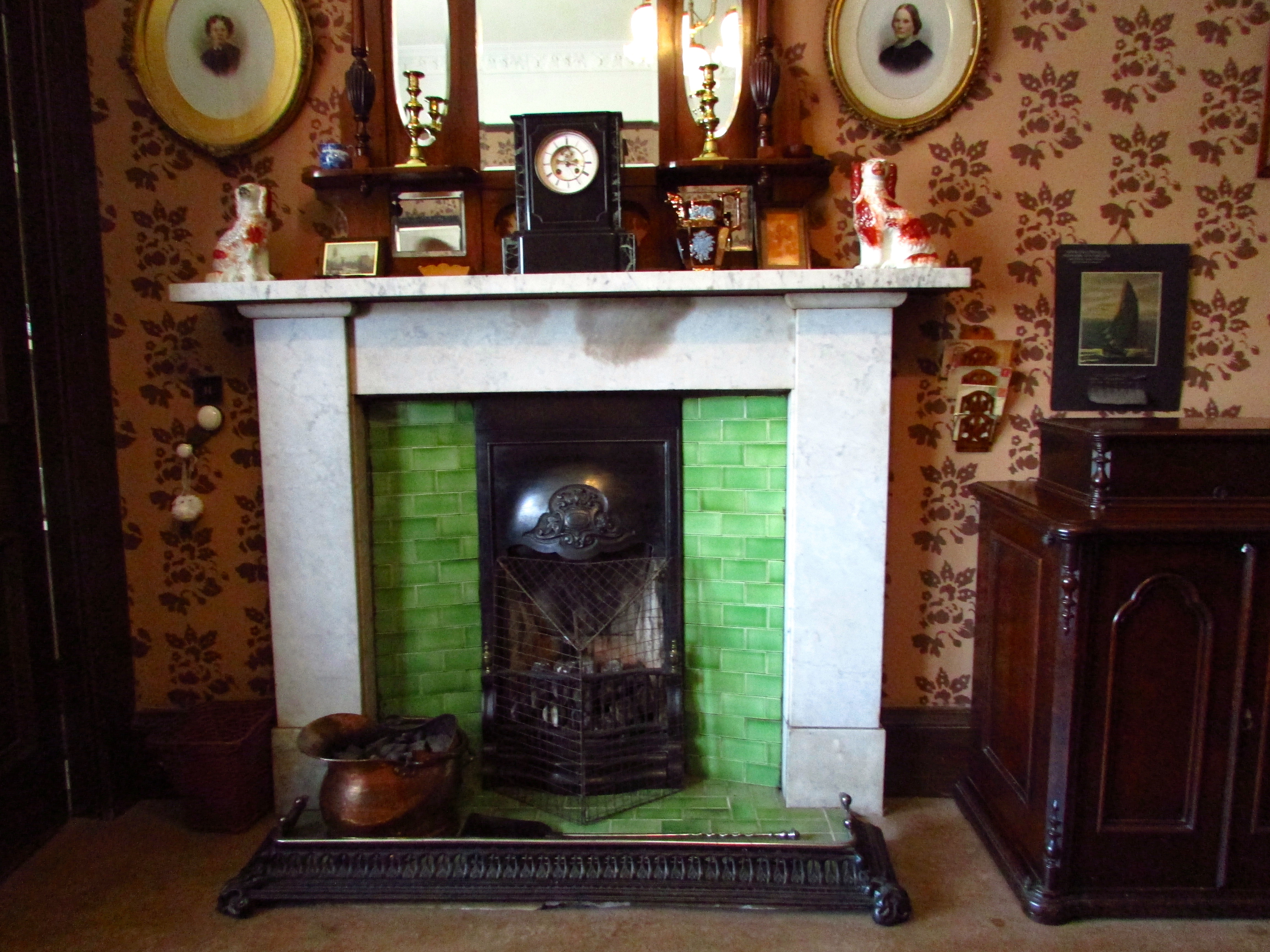
Kamin im Wohnzimmer
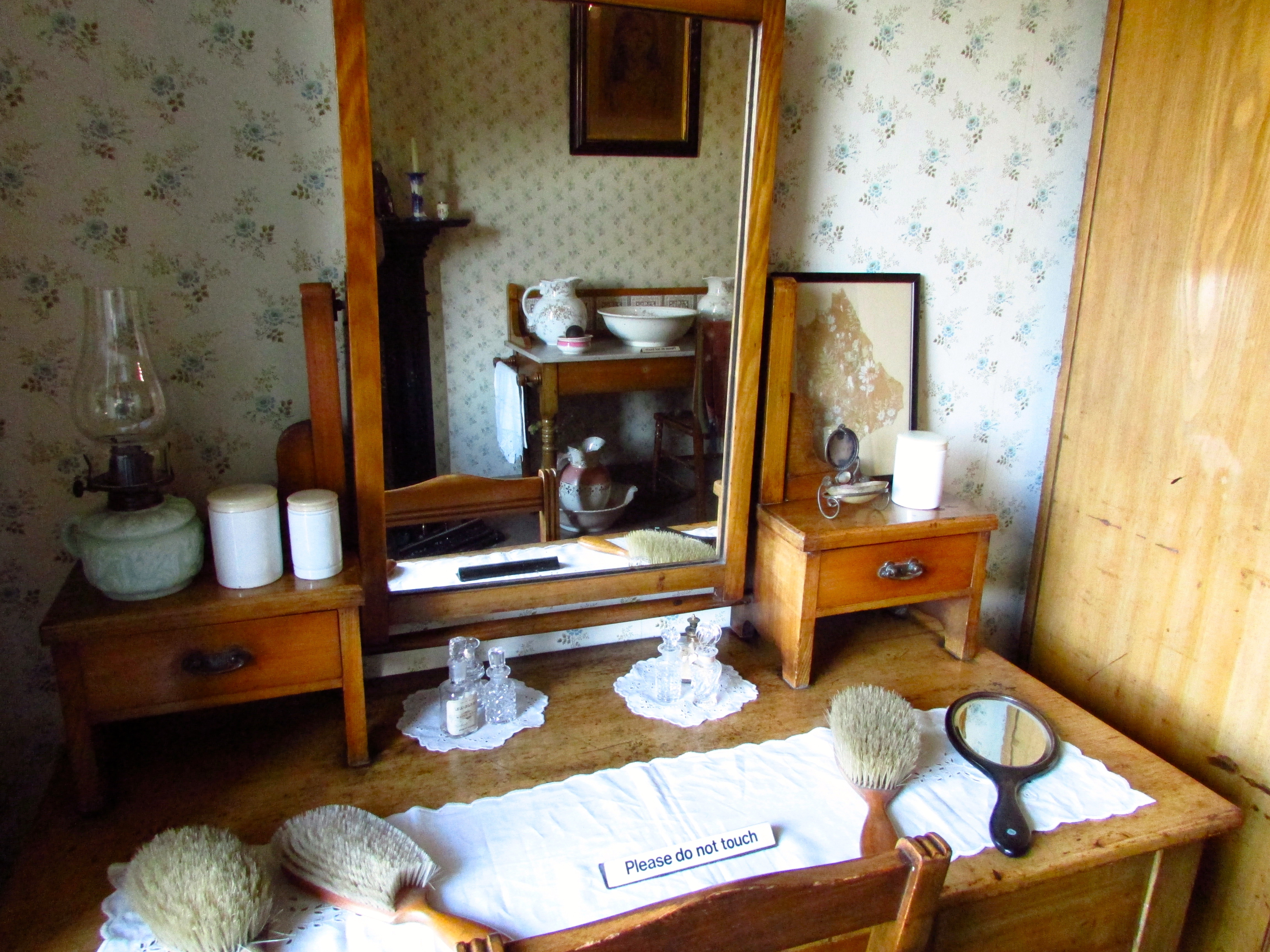
Frisierkommode im Schlafzimmer
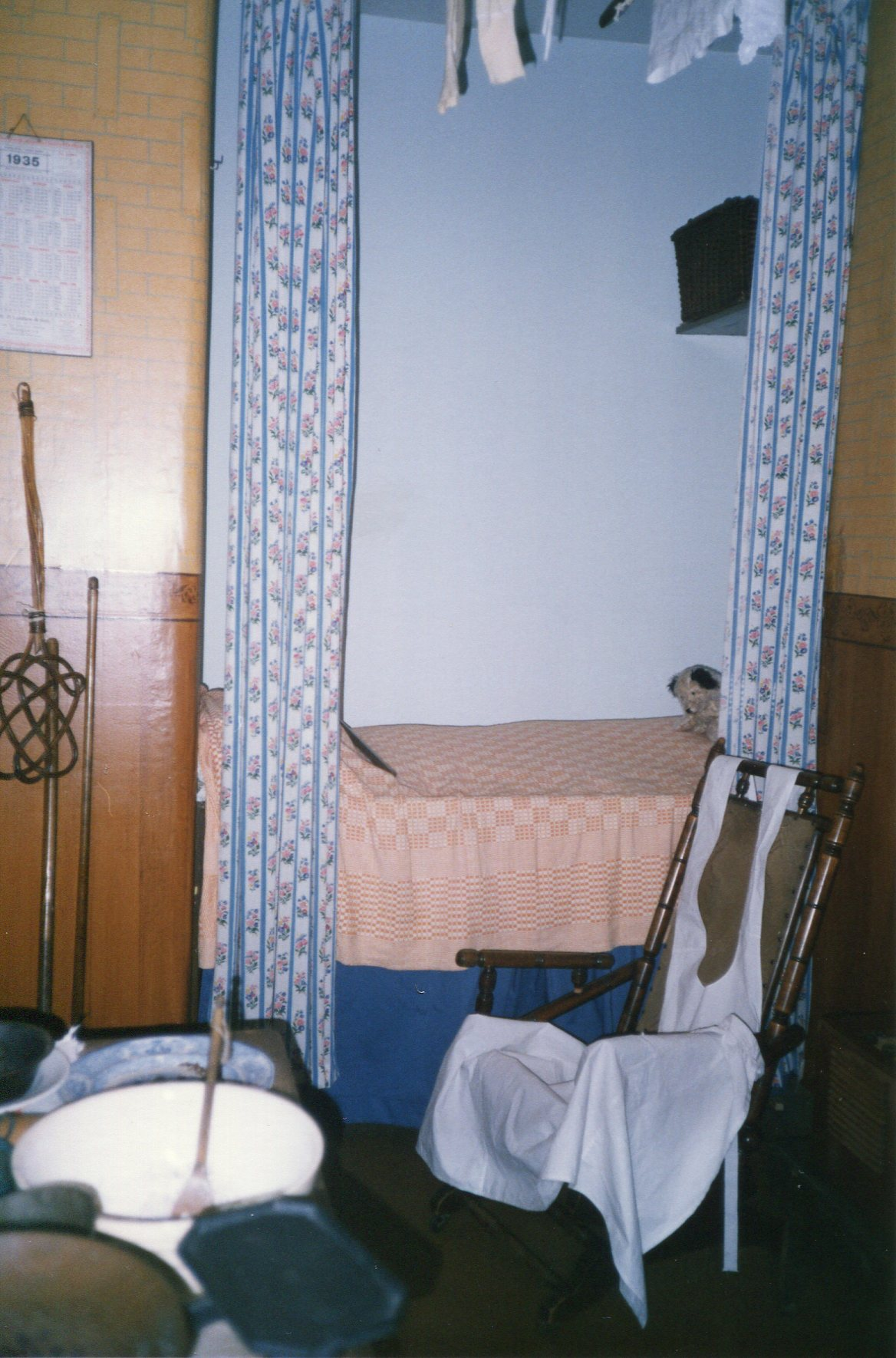
Schlafzimmer
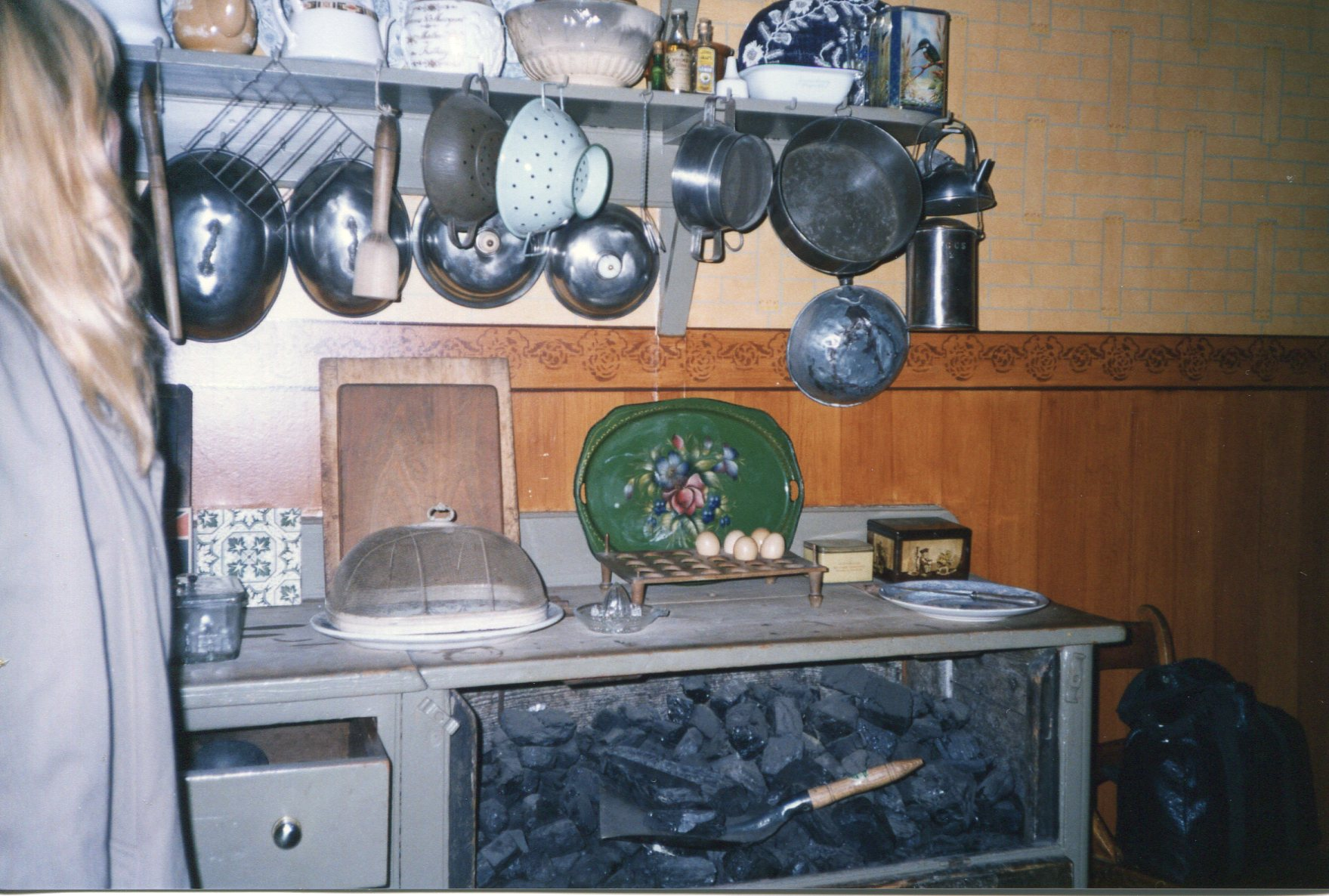
Küche

## Agnes Toward
Agnes Toward wurde 1886 geboren; ihr Vater William Toward war ein erfolgreicher Metallhändler und die Familie lebte in Wohlstand. Als Agnes Toward drei Jahre alt war, starb ihr Vater und die Familie verlor ihr Heim. Eine Witwenrente oder -versorgung gab es erst ab 1925, sodass die Mutter selber für den Unterhalt der Familie sorgen musste. Sie arbeitete als Schneiderin und hatte zwei Läden in der Allison Street und der Sauchiehall Street, arbeitete aber auch von zu Hause für Privatkunden. Zur Unterstützung der Familie begann Agnes Toward nach Beendigung der Schule eine Ausbildung zur Stenotypistin am Glasgow Athenaeum Commercial College, wahrscheinlich deshalb, weil diese Ausbildung für sie erschwinglich war. Nach Beendigung der Ausbildung nahm sie 1907 eine Stelle bei der Spedition Miller & Richards an. 1914 wechselte sie zu Prentice, Service & Henderson, wo sie blieb, bis sie mit 73 Jahren in Rente ging.
Agnes Toward sammelte und bewahrte Dinge des Alltags wie Quittungen (Ephemera), alte Seife und handschriftliche Rezepte für Schokoladenkuchen. Das tat sie bewusst mit der Intention, diese Dinge für die Nachwelt zu erhalten. Durch ihre Erfahrung des Mangels in zwei Weltkriegen gewöhnte sie sich an, sparsam zu leben und Vorräte anzulegen. Es gibt beispielsweise eine ansehnliche Sammlung von Marmeladengläsern auf einem Regal, das älteste mit einer Pflaumenmarmelade aus dem Jahr 1929, die sie selbst hergestellt hat.

## Das Museum heute
Heute wird das gesamte Gebäude als Museum genutzt, nicht nur die Wohnung, in der Agnes Toward lebte. Im Erdgeschoss werden Dinge des Alltags ausgestellt, um einen Eindruck zu geben, wie man vor einhundert Jahren als einfacher Bürger lebte und mit welchen Dingen man sich umgab. In der nächsten Etage ist eine Wohnung nachgestellt, wie sie Agnes Toward bewohnte. Auch hier sind viele Alltagsgegenstände zu sehen, aber auch private Dinge von Agnes Toward wie Fotos und Briefe. Die meisten Teile der Einrichtung, wie zum Beispiel ein Klavier, die Kücheneinrichtung und das Bett wurden tatsächlich von ihr genutzt. In einer anderen Wohnung werden weitere persönliche Gegenstände von Agnes Toward gezeigt; private Fotos von ihren Vorfahren und ihren Eltern, aus ihrer Kindheit und Jugend und ihrem späteren Leben. Auch viele ihrer Briefe und Briefe ihrer Angehörigen und Freunde befinden sich in der Sammlung, ebenso wie eine Sammlung von Fotos damals bekannter und beliebter Schauspielerinnen, die Agnes Toward zusammengetragen hat. Die gesamte Einrichtung des Hauses, einschließlich der Installationen von Strom, Wasser und Gas, wurde auf dem Stand belassen, den es zur Mitte des 20. Jahrhunderts gab.
Das Museum führt zu seiner Popularisierung Aktionen durch. In der Wohnung von Agnes Toward gab es auch eine Anzahl von Wally dugs, Porzellanfiguren, die Hunde darstellen. 2018 forderte der NTS Kinder aus der Umgebung des Tenement House auf, Zeichnungen oder Skulpturen der dort stehenden Wally dugs anzufertigen. 23 Kinder gaben ihre Arbeiten ab, die im Tenement House ausgestellt wurden.
Eine weitere Themenausstellung behandelt die Essgewohnheiten und Lebensmittel einer Familie der Mittelschicht zu Beginn und Mitte des 20. Jahrhunderts. Agnes Toward war Mitglied der St George’s Co-operative Society at St George’s Cross, die Lebensmittel und Dinge des täglichen Bedarfs von lokalen Produzenten vergünstigt anbot. Da zu Beginn des 20. Jahrhunderts elektrischer Strom ein Luxus war und nur wenige Haushalte über einen Kühlschrank verfügten, mussten frische oder verderbliche Lebensmittel regelmäßig, teilweise täglich gekauft werden, speziell frische Milch. Dazu gab es von der Cooperative spezielle Metallkannen, die täglich von Lieferjungen mit frischer Milch verteilt wurden, die die leeren Kannen wieder mitnahmen. Agnes Toward stellte viele Vorräte selber her, so auch verschiedene Marmeladen, kaufte aber auch fertige. Das Ministry of Food subventionierte während des Zweiten Weltkriegs Nahrungsmittel, beispielsweise Orangenmarmelade mit hohem Fruchtanteil, um die Versorgung der Bevölkerung zu gewährleisten.
Eine weitere Themenausstellung zeigt eine Sammlung von Haushaltstipps, die Agnes Toward aus verschiedenen Zeitungen zusammentrug. Hier wird gezeigt, wie man zu Beginn des 20. Jahrhunderts ohne moderne Reinigungsmittel weiße Hemden weiß hielt, Teetassen von Ablagerungen befreite, den Boden und den Teppich von Kohlestaub und Teer befreite, Schneidebretter aus Holz geruchfrei machte und einiges mehr.
Da auch das Museum The Tenement House von der COVID-19-Pandemie betroffen war, machte sich eine Mitarbeiterin Gedanken, wie Agnes Toward 1919 die Spanische Grippe erlebte, und durchforstete das Archiv des Museums darauf. Da Agnes Toward unter anderem für ein Versandunternehmen arbeitete, hatten sie und ihre Kollegen und Kolleginnen viele Kontakte mit internationalen Kunden, und auch Glasgow wurde hart von dieser Pandemie getroffen. Agnes Toward hat auch zu diesem Thema Dokumente zusammengetragen, darunter verschiedene Handlungsanweisungen, wie man sich in der Pandemie verhalten soll und wie man sie bekämpft, etwa so skurrile Ratschläge wie eine Diät aus Porridge, Marmelade und Zucker oder ein dringlicher Hinweis, mehr Whisky zu trinken.